# Municipio de Juárez (Coahuila)
El municipio de Juárez es uno de los 38 municipios que integran el estado mexicano de Coahuila, se encuentra en la zona noreste del estado y su cabecera es el pueblo de Juárez.

## Geografía
Juárez está localizado en la zona noreste del estado de Coahuila, es el municipio más al este de la denominada Región Carbonífera del estado y sus límites territoriales corresponden al norte con el municipio de Villa Unión, el municipio de Guerrero y el municipio de Hidalgo, al oeste con el municipio de Sabinas y al sur con el municipio de Progreso; al este limita con el municipio de Anáhuac del estado de Nuevo León.
Surgió como estación ferroviaria de la ciudad de Monclova en 1884, era punto de descanso de los viajeros que iban a Estados Unidos o hacia el centro de México, dado que se fueron asentando trabajadores y familias alrededor de esta estación con lo cual creció como poblado el Congreso de Coahuila determinó convertirla en municipio, con el nombre de Frontera, lo que se hizo el 14 de diciembre de 1927.
Tiene una extensión territorial total de 2,971.30 kilómetros cuadrados que representan el 1.96 % de la extensión total del estado de Coahuila.

### Orografía e hidrografía
El territorio del municipio de Juárez es mayormente plano y con escasas elevaciones, las mayores se localizan al norte y forman una pequeña serie de elevaciones que proviene del norte del municipio de Villa Unión.
El principal río del municipio es el río Sabinas, que entra al territorio desde el noroeste proviniento del municipio del mismo nombre, cruza el territorio y es represado en la Presa Venustiano Carranza, de donde sale con el nuevo nombre de río Salado de los Nadadores y forma el límite municipal con Progreso y luego sigue hacia el estado de Nuevo León; todo el territorio forma la Cuenca Presa Falcón-Río Salado de la Región hidrológica Bravo-Conchos.

### Clima y ecosistemas
La mayor parte del territorio del municipio registra clima Seco muy cálido y cálido, siendo diferente únicamente en dos regiones, el noreste y una pequeña zona del sur, donde el clima es Seco semicálido; la temperatura media anual sigue un patrón sumamente parecido, siendo en casi todo el territorio superior a los 20 °C, mientras que en el noreste es de 18 a 20 °C; la precipitación promedio anual de la mitad este del municipio es de 200 a 300 mm, y en la mitad oeste de 300 a 400 mm.
La vegetación típica de la zona es la correspondiente a matorral desértico, donde la principal especie es la candelilla, únicamente en la rivera de los ríos es abundante la población de nogales, únicamente algunas pequeñas zonas se encuentran pobladas por pastizal y por agricultura del riego; las principales especies animales son coyote, liebre, conejo y ardilla.

## Demografía

Principales localidades

Según los resultados oficiales del Conteo de Población y Vivienda de 2005 realizado por el Instituto Nacional de Estadística y Geografía, el municipio de Juárez tiene un total de 1,393 habitantes, de los que 698 son hombres y 695 mujeres; por lo que el 50.1 % de la población es de sexo masculino, la tasa de crecimiento poblacional anual de 2000 a 2005 ha sido de −2.5 %, la segunda más baja del estado de Coahuila; el 31.1 % de los pobladores son menores de 15 años de edad, mientras que entre esa edad y los 64 años se encuentra el 60.8 % de los habitantes, no hay ninguna localidad que supere los 2,500 habitantes para poder ser considerada urbana, y únicamente el 0.1 % de la población mayor de cinco años de edad es hablante de alguna lengua indígena.

### Localidades
En el Censo de 2020 el municipio de Juárez contaba con 34 localidades.
| Código INEGI      | Localidad         | Población (2020) |
| ----------------- | ----------------- | ---------------- |
| 050150001         | Juárez            | 929              |
| 050150003         | Don Martín        | 331              |
| Otras localidades | Otras localidades | 324              |
| Total municipal   | Total municipal   | 1 584            |

## Política
El gobierno del municipio de Juárez le corresponde al Ayuntamiento el cual es formado por el presidente municipal, el Síndico y un cabildo integrado por cinco regidores, de los cuales cuatro son electos por mayoría relativa y uno mediante representación proporcional, todos son electos para un periodo de cuatro años no renovable para el periodo inmediato pero si de manera no continua.
El Ayuntamiento entra a ejercer su cargo el día 1 de enero del año siguiente en que tuvo verificativo el proceso electoral.

### Representación legislativa
Para la elección de diputados, tanto locales al Congreso de Coahuila como federales a la Cámara de Diputados de México, el municipio de General Cepeda se encuentra integrado dentro de los siguientes distritos electorales:
Local:
- V Distrito Electoral Local de Coahuila con cabecera en Ciudad Melchor Múzquiz.[17]

Federal:
- III Distrito Electoral Federal de Coahuila con cabecera en Monclova.[18]

### Presidentes municipales
- (1996 - 1999): Sergio Kobel Romania
- (1999 - 2002): Mario Padilla Niño
- (2002 - 2005): Sergio Kobel Romania
- (2005 - 2009): Rodolfo Ortiz García
- (2010 - 2012): Abelardo Zalazar Tamez
- (2014 - 2016): Carlos Alberto Chacón Madrid
- (2018): Olga Gabriela Kobel Lara
- (2019 - 2021): María del Carmen Durón Olivares
- (2022 - 2024): Juan Carlos Calderón Orozco